# Monolith (álbum de Kansas)
Monolith es el sexto álbum de estudio de la banda estadounidense de rock progresivo Kansas y fue publicado por Kirsner Records en 1979.  Una versión relanzada y remasterizada se publicó en 2008 por la discográfica Epic Records.  Fue relanzado en el 2011 como una réplica del vinilo japonés en formato de disco compacto Blu-Spec. Los temas «People of the South Wind» y «Reason to Be» fueron lanzados como sencillos de este disco.
Este álbum, al igual que Point of Know Return, fue grabado en dos estudios diferentes: en los Estudios Axis y los Estudios Apogge, ambos con ubicación en  la ciudad de Atlanta, Georgia, Estados Unidos. Monolith fue masterizado en los Estudios Capricorn en Macon, Georgia.
Durante la gira promocional de Monolith se recorrieron 80 ciudades de los Estados Unidos. Después de su gira en los EE. UU., Kansas realizó su primera gira por Japón en el mes de enero de 1980.
Monolith logró ubicarse en el lugar 10.º del Billboard 200, convirtiéndose en el tercer álbum de estudio consecutivo en alcanzar las diez primeras posiciones de esta lista. «People of the South Wind» entró al Billboard Hot 100 y se colocó en la 23.ª posición. «Reason to Be» también consiguió enlistarse entre los primeros 100 sencillos, aunque no fue tan popular como «People of the South Wind», ya que se posicionó en el 52.º lugar de esta lista estadounidense.
En Canadá, al igual que en E.U.A., Monolith fue muy bien recibido. Este álbum llegó al 18.º lugar de la lista de la Revista RPM de los 100 sencillos más populares, algo que no ocurrió con «People of the Sound Wind», ya que se ubicó en la 61.ª posición.
Monolith al principio fue certificado oro en los EE. UU. por sus 800 000 discos vendidos. Monolith falló al principio en ser certificado, sin embargo, a causa de que la distribución masiva de álbumes ocasionó que se creara a mediados de la década de los años 1970 la certificación de disco de platino por más de 1 000 000 de copias vendidas.  Por ese motivo este disco fue certificado con dicha distinción por la Asociación de la Industria Discográfica de Estados Unidos. Este disco de platino fue donado al Museo de Historia de Kansas por el cofundador de la banda Kerry Livgren en 1999.  En Canadá también fue certificado este álbum, pero solo logró la certificación de oro por parte de la Asociación Canadiense de la Industria Grabada por sus 50 000 discos vendidos en ese país.

## Recepción de la crítica
El crítico de Rolling Stone John Swenson (quien también revisó el álbum anterior Point of Know Return), fue menos complaciente con Monolith, pues criticó particularmente la intención del álbum: «esta banda sólo es una versión estadounidense de The Moody Blues y Emerson, Lake & Palmer: música ‹seria› que se convierte en la punta de la expresividad del rock and roll y que sustituye la redundancia por la emoción».  Además agregó: «Kansas actúa como un grupo populista, pretenden fingir sin éxito un falso acento británico, acción que no se celebra».
Robert Taylor de Allmusic también criticó duramente este álbum y dijo: «En este disco, Kansas ya había agotado cada aspecto de su característico estilo musical. Hay algunos temas bien ejecutados, pero el éxito de la banda pareció afectar su integridad y buen juicio, dada a la inclinación por las canciones pop y letras juveniles».

## Lista de canciones

### Versión original de 1979

#### Lado A
| Side one |                                 |               |                    |          |  |
| N.º      | Título                          | Escritor(es)  | Voz principal      | Duración |  |
| 1.       | «On the Other Side»             | Kerry Livgren | Steve Walsh        | 6:26     |  |
| 2.       | «People of the South Wind»      | Kerry Livgren | Steve Walsh        | 3:41     |  |
| 3.       | «Angels Have Fallen»            | Steve Walsh   | Walsh / Steinhardt | 6:36     |  |
| 4.       | «How My Soul Cries Out for You» | Steve Walsh   | Steve Walsh        | 5:18     |  |

#### Lado B
| Side two |                       |                                          |                    |          |  |
| N.º      | Título                | Escritor(es)                             | Voz principal      | Duración |  |
| 5.       | «A Glimpse of Home»   | Kerry Livgren                            | Steve Walsh        | 7:10     |  |
| 6.       | «Away from You»       | Steve Walsh                              | Steve Walsh        | 4:20     |  |
| 7.       | «Stay Out of Trouble» | Walsh / Robby Steinhardt / Rich Williams | Walsh / Steinhardt | 4:12     |  |
| 8.       | «Reason to Be»        | Kerry Livgren                            | Steve Walsh        | 3:50     |  |

### Reedición de 2011
Esta reedición contiene una canción extra, una versión en vivo de «On the Other Side», la cual fue grabada en 1979 y fue publicada originalmente en el álbum The Kansas Boxed Set en 1994.

| Side three |                     |               |               |          |  |
| N.º        | Título              | Escritor(es)  | Voz principal | Duración |  |
| 9.         | «On the Other Side» | Kerry Livgren | Steve Walsh   | 6:44     |  |

## Créditos

### Kansas
- Steve Walsh — voz principal, teclados y coros
- Kerry Livgren — guitarra y teclados
- Robby Steinhardt — voz principal (en las canciones «Angels Have Fallen» y «Stay Out of Trouble»), violín, yunque (en la canción «On the Other Side») y coros
- Rich Williams — guitarra
- Dave Hope — bajo
- Phil Ehart — batería y percusiones

### Producción
- Kansas — productor
- Brad Aaron — ingeniero de sonido
- Davey Moiré — ingeniero de sonido
- Steve Tillish — ingeniero de sonido
- Budd Carr — administración
- Neal Preston — fotógrafo

## Certificaciones
| País           | Asociación | Certificación | Copias vendidas |
| -------------- | ---------- | ------------- | --------------- |
| Estados Unidos | RIAA       | Platino       | + 1.000.000     |
| Canadá         | CRIA       | Oro           | + 50.000        |

## Listas

### Álbum
| Año  | País           | Lista         | Posición máxima |
| ---- | -------------- | ------------- | --------------- |
| 1979 | Estados Unidos | Billboard 200 | 10.º            |
| 1979 | Canadá         | Revista RPM   | 18.º            |

### Sencillos
| Año  | País           | Sencillo                   | Lista             | Posición máxima |
| ---- | -------------- | -------------------------- | ----------------- | --------------- |
| 1979 | Canadá         | «People of the South Wind» | Revista RPM       | 61.º            |
| 1979 | Estados Unidos | «People of the South Wind» | Billboard Hot 100 | 23.º            |
| 1979 | Estados Unidos | «Reason to Be»             | Billboard Hot 100 | 52.º            |